# Zollscheer
Zollscheer ist ein Gemeindeteil der Kreisstadt Kronach im Landkreis Kronach (Oberfranken, Bayern).

## Geographie
Die Weiler liegt am linken Ufer der Rodach unmittelbar südlich von Kronach und ist durch die Bundesstraße 85 angebunden.

## Geschichte
Gegen Ende des 18. Jahrhunderts bestand Zollscheer aus einem Zollhaus mit Schankrecht und einem Tropfhaus. Diese gehörten zur Stadt Kronach. Das Hochgericht übte das bambergische Centamt Kronach aus. Die Anwesen unterstanden direkt dem Hochstift Bamberg.
Mit dem Gemeindeedikt wurde Zollscheer dem 1808 gebildeten Steuerdistrikt und der im gleichen Jahr gebildeten Munizipalgemeinde Kronach zugewiesen.

### Ehemaliges Kunstdenkmal
- Gasthaus. 1781 war der Bau eines Tropfhäusleins vorgesehen. Der gegenwärtige Bau stammt aus der ersten Hälfte des 19. Jahrhunderts. Zweigeschossiger Sandsteinquaderbau mit Walmdach, fünf zu drei Achsen. Am Sturz der Haustür befindet sich ein Rocaillemedaillon mit der Bezeichnung „MW 1810“ (Matthäus Witzgall). Eckpilaster und glatte Rahmungen. Das Dach wurde nach einem Brand 1910 erneuert und mit Zwerchhäusern versehen.[6] Das Haus listete Tilmann Breuer in dem Buch Landkreis Kronach von 1964 mit seiner ursprünglichen Hausnummer  als Kunstdenkmal auf. Es wird in der Denkmalschutzliste nicht geführt, da es entweder nicht aufgenommen, abgerissen oder stark verändert wurde.

### Einwohnerentwicklung
| Jahr      | 001818 | 001861 | 001871 | 001885 | 001900 | 001925 | 001950 | 001961 | 001970 | 001987 |
| Einwohner | 10     | 14     | *      | *      | 25     | 13     | 11     | 15     | 13     | 13     |
| Häuser    | 2      |        |        | *      | 3      | 2      | 1      | 1      |        | 3      |
| Quelle    | [ 5 ]  | [ 8 ]  | [ 9 ]  | [ 10 ] | [ 11 ] | [ 12 ] | [ 13 ] | [ 14 ] | [ 15 ] | [ 1 ]  |

## Religion
Der Ort ist römisch-katholisch geprägt und nach St. Johannes der Täufer (Kronach) gepfarrt.